# Бозсу
Бозсу́ (каз. Бозсу) — село у складі Келеського району Туркестанської області Казахстану. Входить до складу Актобинського сільського округу.
До 2001 року село називалось Леніно.
Населення — 1943 особи (2021; 1603 у 2009, 1262 у 1999, 1066 у 1989).